# Lorenzo del Villar y Besada
Lorenzo del Villar y Besada (? – Madrid, 1932), militar espanyol. El seu nom també pot aparéixer escrit com Lorenzo del Villar Besada o, inclús, Lorenzo del Villar Losada o Lorenzo del Villar Quesada.
Lorenzo era fill de Cesáreo del Villar Larrazabal, que fou secretari del Govern civil de A Coruña, i germà del caricaturista i dibuixant Cesáreo del Villar Besada. Es va casar amb María Gertrudis Buceta García Sancho i va tindre una filla anomenada Mercedes.
Va ser director de la primera secció de l'Escola Central de Tir del Exércit de Madrid, li van concedir la Gran Creu de l'Orde de Sant Hermenegild i ocupà el càrrec de Governador Civil de la província de València entre el 16 de gener de 1931 i l'u de març del mateix any.